# Хелиль-Руд
Хелиль-Руд, также Хелильру́д (перс. هلیل‌رود‎), в верхнем течении — Хара — река в Иране. Берёт исток на склонах вулкана Хезар (4419 м), высочайшей вершины хребта Кухруд, у города Райен, примерно в 20 км к северо-востоку от Бафта. Течёт по территории шахрестанов Бафт, Джирофт и Кехнудж остана (провинции) Керман. Первоначально течёт в юго-западном направлении, пока не принимает правый приток Зерделит (Рудханейе-Зерделит, в верхнем течении — Руде-Хара, Харан, в нижнем — Рудханейе-Дехудж), затем поворачивает на юго-восток, принимает у Джирофта левый приток Дельфард (Рудханейе-Шур), впадает с запада в бессточную солончаковую впадину Джаз-Муриан.

## Плотина и ГЭС Джирофт
Выше по течению города Джифорт построена плотина и ГЭС Джирофт.